# Torneo Anual de Primera División 2022 (Liga Catamarqueña)
El Torneo Anual 2021 de Primera División, denominado Torneo Anual "Catamarca, Tu Capital" por motivos de patrocinio, fue organizado por la Liga Catamarqueña de Fútbol. Inició el 1 de abril y finalizó el 17 de julio. Posteriormente se disputó el Petit Torneo para definir al segundo clasificado al Torneo Regional Federal Amateur.
Lo disputaron los doce equipos perteneciente a dicha división. El campeón obtuvo la clasificación al Torneo Regional Federal Amateur 2022.
Los nuevos participantes fueron los equipos ascendidos de la Primera B: Ferrocarriles de Chumbicha y Salta Central, que volvieron tras una única temporada en Segunda División.

## Ascensos y descensos
| Pos              | Ascendidos de la Primera B 2021 |
| ---------------- | ------------------------------- |
| Campeón Anual    | Ferrocarriles (Chumbicha)       |
| Subcampeón Anual | Salta Central                   |

| Prom | Descendidos de la Primera División 2021 |
| ---- | --------------------------------------- |
| -    | No hubo                                 |

## Formato
Torneo Anual 2022
Los 12 equipos jugarán 11 partidos cada uno a lo largo de 11 fechas, en una sola rueda, bajo el sistema de todos contra todos. En este torneo se usará el sistema de puntos, de acuerdo a la reglamentación de la Internacional F. A. Board, asignándose tres puntos al equipo que resulte ganador, un punto a cada uno en caso de empate y cero puntos al perdedor.
El club que resulte campeón clasificará al Torneo Regional Federal Amateur 2022, mientras el 2.º, 3.º, 4.º, 5.º, 6.º, 7.º, 8.º y 9.º clasificarán al Petit Torneo, que otorga la segunda plaza al Torneo Regional Federal Amateur.
En la zona baja de la tabla, el equipo ubicado en la 11.ª posición deberá disputar la Promoción frente al ganador del Petit Torneo de Primera B, mientras que el equipo ubicado en el último puesto perderá la categoría de forma directa.
San Lorenzo de Alem al tener asegurada su clasificación al Torneo Regional Federal Amateur, queda excluido del Petit Torneo. En caso de coronarse campeón, el equipo ubicado en la 2.° ubicación clasificará al Torneo Regional Federal Amateur. 
El orden de clasificación de los equipos, se determinará en una tabla de cómputo general, de la siguiente manera:
- 1) Mayor cantidad de puntos.
- 2) Mejor performance en los partidos que se enfrentaron entre sí; en caso de igualdad;
- 3) Mayor diferencia de goles; en caso de igualdad;
- 4) Mayor cantidad de goles a favor; en caso de igualdad;
- 5) Sorteo.

En caso de que la igualdad, sea de más de dos equipos, esta se dejará reducida a dos clubes, de acuerdo al orden de clasificación de los equipos determinado anteriormente.
Petit Torneo
Lo jugarán los 8 equipos clasificados del 2º al 9º lugar de la tabla de posiciones. Se desarrollará mediante el sistema de eliminación directa, a un solo partido. En caso de persistir la igualdad en los 90' de juego, clasificará el equipo mejor ubicado en la tabla de posiciones.
El equipo ganador se adjudicará el derecho a participar en el Torneo Regional Federal Amateur.

## Equipos participantes
| Nombre del club                         | Ciudad     | Departamento | Entrenador        | Fundación                |
| --------------------------------------- | ---------- | ------------ | ----------------- | ------------------------ |
| Club Deportivo Américo Tesorieri        | Catamarca  | Capital      | Marcelo Vega      | 13 de octubre de 1933    |
| Club Atlético Policial                  | Catamarca  | Capital      | Ricardo González  | 31 de marzo de 1945      |
| Club Deportivo Chacarita                | Catamarca  | Capital      | Claudio Delgadino | 19 de marzo de 1934      |
| Club Atlético Defensores del Norte      | Catamarca  | Capital      | Hugo Soria        | 25 de junio de 1937      |
| Club Sportivo Ferrocarriles del Estado  | Chumbicha  | Capayán      | Roque Ferreyra    | 15 de septiembre de 1946 |
| Club Atlético Independiente             | Catamarca  | Capital      | Gustavo Villafañe | 28 de febrero de 1920    |
| Asociación Juventud Unida de Santa Rosa | Catamarca  | Capital      | Pablo Aredes      | 23 de mayo de 1963       |
| Club Atlético Rivadavia                 | Huillapima | Capayán      | Sebastián Silva   | 9 de julio de 1923       |
| Club Deportivo Salta Central            | Catamarca  | Capital      | Walter Juárez     | 12 de abril de 1984      |
| Club Atlético San Lorenzo de Alem       | Catamarca  | Capital      | Gastón Grima      | 20 de mayo de 1936       |
| Club Atlético Vélez Sarsfield           | Catamarca  | Capital      | Ramón Guzmán      | 12 de febrero de 1928    |
| Club Sportivo Villa Cubas               | Catamarca  | Capital      | Néstor Agüero     | 25 de agosto de 1932     |

### Distribución geográfica de los equipos
| Departamento | Cant. | Equipos |
| ------------ | ----- | --- |
| Capital      | 10    | Américo Tesorieri, Atlético Policial, Chacarita, Defensores del Norte, Independiente (C), Juventud Unida, Salta Central, San Lorenzo de Alem, Vélez Sarsfield y Villa Cubas |
| Capayán      | 2     | Ferrocarriles (Chumbicha) y Rivadavia (Huillapima) |

## Cambio de entrenadores
| Equipo        | Entrenador saliente | Fecha de salida     | Partidos disputados  | Reemplazado por | Fecha de llegada    |
| ------------- | ------------------- | ------------------- | -------------------- | --------------- | ------------------- |
| Ferrocarriles | Mario Córdoba       | 6 de mayo de 2022   | 5 (0 PG, 1 PE, 4 PP) | Roque Ferreyra  | 9 de mayo de 2022   |
| Villa Cubas   | Hugo Navarro        | 10 de junio de 2022 | 9 (5 PG, 2 PE, 2 PP) | Néstor Agüero   | 13 de junio de 2022 |

## Estadios
| | | | |
| | | | |
| Estadio Malvinas Argentinas Ciudad: Catamarca Capacidad: 6 500 espectadores Propietario: Liga Catamarqueña de Fútbol | Polideportivo Municipal de Chumbicha Ciudad: Chumbicha Capacidad: 3 000 espectadores Propietario: Municipalidad de Capayán | Estadio Sarmiento Ciudad: Catamarca Capacidad: 300 espectadores Propietario: Club Atlético Sarmiento | Estadio Independiente (C) Ciudad: Catamarca Capacidad: 100 espectadores Propietario: Club Atlético Independiente (C) |

## Competición

### Tabla de posiciones
| Pos. | Equipo                       | Pts. | PJ | PG | PE | PP | GF | GC | Dif. |
| ---- | ---------------------------- | ---- | -- | -- | -- | -- | -- | -- | ---- |
| 01.º | San Lorenzo de Alem          | 25   | 11 | 8  | 1  | 2  | 24 | 9  | 15   |
| 02.º | Américo Tesorieri            | 23   | 11 | 7  | 2  | 2  | 17 | 8  | 9    |
| 03.º | Defensores del Norte         | 22   | 11 | 7  | 1  | 3  | 19 | 12 | 7    |
| 04.º | Villa Cubas                  | 20   | 11 | 6  | 2  | 3  | 25 | 15 | 10   |
| 05.º | Atlético Policial            | 19   | 11 | 5  | 4  | 2  | 20 | 13 | 7    |
| 06.º | Independiente (Capital)      | 18   | 11 | 5  | 3  | 3  | 14 | 11 | 3    |
| 07.º | Vélez Sarsfield              | 18   | 11 | 5  | 3  | 3  | 17 | 8  | 9    |
| 08.º | Juventud Unida de Santa Rosa | 12   | 11 | 3  | 3  | 5  | 14 | 25 | −11  |
| 09.º | Salta Central                | 11   | 11 | 3  | 2  | 6  | 17 | 20 | −3   |
| 10.º | Chacarita                    | 9    | 11 | 3  | 0  | 8  | 8  | 20 | −12  |
| 11.º | Ferrocarriles (Chumbicha)    | 5    | 11 | 1  | 2  | 8  | 9  | 18 | −9   |
| 12.º | Rivadavia (Huillapima)       | 4    | 11 | 1  | 1  | 9  | 4  | 29 | −25  |

|  | Campeón. Clasificó al Torneo Regional Federal Amateur 2022. |
|  | Clasificó al Torneo Regional Federal Amateur 2022.          |
|  | Clasifican al Petit Torneo.                                 |
|  | Relegado a la Promoción.                                    |
|  | Desciende a la Primera B.                                   |

|  |

#### Evolución de las posiciones
| Equipo / Fecha            | 1  | 2  | 3  | 4  | 5  | 6  | 7  | 8  | 9  | 10 | 11 |
| ------------------------- | -- | -- | -- | -- | -- | -- | -- | -- | -- | -- | -- |
| Américo Tesorieri         | 06 | 02 | 02 | 01 | 03 | 02 | 06 | 06 | 05 | 02 | 02 |
| Atlético Policial         | 05 | 04 | 01 | 05 | 08 | 05 | 02 | 02 | 04 | 04 | 05 |
| Chacarita                 | 11 | 08 | 10 | 09 | 07 | 08 | 09 | 09 | 10 | 10 | 10 |
| Defensores del Norte      | 01 | 01 | 04 | 02 | 02 | 01 | 01 | 01 | 02 | 03 | 03 |
| Ferrocarriles (Chumbicha) | 11 | 11 | 11 | 11 | 11 | 12 | 12 | 12 | 11 | 11 | 11 |
| Independiente (Capital)   | 03 | 03 | 06 | 03 | 06 | 07 | 08 | 07 | 06 | 05 | 06 |
| Juventud Unida de S. Rosa | 09 | 09 | 09 | 10 | 10 | 10 | 10 | 10 | 09 | 08 | 08 |
| Rivadavia (Huillapima)    | 12 | 12 | 12 | 12 | 12 | 11 | 11 | 11 | 12 | 12 | 12 |
| Salta Central             | 08 | 10 | 08 | 07 | 09 | 09 | 07 | 08 | 08 | 09 | 09 |
| San Lorenzo de Alem       | 02 | 05 | 05 | 08 | 04 | 03 | 03 | 03 | 01 | 01 | 01 |
| Vélez Sarsfield           | 04 | 06 | 03 | 06 | 05 | 04 | 04 | 05 | 07 | 07 | 07 |
| Villa Cubas               | 07 | 07 | 07 | 04 | 01 | 06 | 05 | 04 | 03 | 06 | 04 |

|  |

### Resultados
| Fecha 1                      | Fecha 1   | Fecha 1                   | Fecha 1             | Fecha 1    | Fecha 1 |
| Local                        | Resultado | Visita                    | Estadio             | Fecha      | Hora    |
| ---------------------------- | --------- | ------------------------- | ------------------- | ---------- | ------- |
| Américo Tesorieri            | 1 - 0     | Salta Central             | Malvinas Argentinas | 1 de abril | 14:30   |
| Independiente (Capital)      | 2 - 0     | Ferrocarriles (Chumbicha) | Independiente (C)   | 1 de abril | 16:00   |
| Juventud Unida de Santa Rosa | 3 - 5     | San Lorenzo de Alem       | Malvinas Argentinas | 1 de abril | 16:30   |
| Vélez Sarsfield              | 2 - 0     | Chacarita                 | Malvinas Argentinas | 2 de abril | 14:30   |
| Defensores del Norte         | 3 - 0     | Rivadavia (Huillapima)    | Malvinas Argentinas | 2 de abril | 16:30   |
| Villa Cubas                  | 2 - 3     | Atlético Policial         | Malvinas Argentinas | 3 de abril | 16:30   |

| Fecha 2                   | Fecha 2   | Fecha 2                      | Fecha 2                              | Fecha 2     | Fecha 2 |
| Local                     | Resultado | Visita                       | Estadio                              | Fecha       | Hora    |
| ------------------------- | --------- | ---------------------------- | ------------------------------------ | ----------- | ------- |
| Salta Central             | 1 - 2     | Defensores del Norte         | Malvinas Argentinas                  | 8 de abril  | 14:30   |
| Villa Cubas               | 1 - 0     | Vélez Sarsfield              | Malvinas Argentinas                  | 8 de abril  | 16:30   |
| Rivadavia (Huillapima)    | 0 - 2     | Chacarita                    | Malvinas Argentinas                  | 9 de abril  | 14:30   |
| San Lorenzo de Alem       | 0 - 1     | Américo Tesorieri            | Malvinas Argentinas                  | 9 de abril  | 16:30   |
| Ferrocarriles (Chumbicha) | 1 - 2     | Juventud Unida de Santa Rosa | Polideportivo Municipal de Chumbicha | 9 de abril  | 16:30   |
| Atlético Policial         | 0 - 0     | Independiente (Capital)      | Malvinas Argentinas                  | 10 de abril | 16:30   |

| Fecha 3                      | Fecha 3   | Fecha 3                   | Fecha 3             | Fecha 3     | Fecha 3 |
| Local                        | Resultado | Visita                    | Estadio             | Fecha       | Hora    |
| ---------------------------- | --------- | ------------------------- | ------------------- | ----------- | ------- |
| Américo Tesorieri            | 1 - 1     | Ferrocarriles (Chumbicha) | Malvinas Argentinas | 22 de abril | 14:00   |
| Vélez Sarsfield              | 6 - 1     | Rivadavia (Huillapima)    | Independiente (C)   | 22 de abril | 15:30   |
| Chacarita                    | 0 - 4     | Salta Central             | Malvinas Argentinas | 22 de abril | 16:00   |
| Defensores del Norte         | 0 - 1     | San Lorenzo de Alem       | Malvinas Argentinas | 22 de abril | 18:00   |
| Juventud Unida de Santa Rosa | 0 - 3     | Atlético Policial         | Malvinas Argentinas | 23 de abril | 14:00   |
| Independiente (Capital)      | 2 - 2     | Villa Cubas               | Malvinas Argentinas | 23 de abril | 18:00   |

| Fecha 4                   | Fecha 4   | Fecha 4                      | Fecha 4                              | Fecha 4     | Fecha 4 |
| Local                     | Resultado | Visita                       | Estadio                              | Fecha       | Hora    |
| ------------------------- | --------- | ---------------------------- | ------------------------------------ | ----------- | ------- |
| San Lorenzo de Alem       | 0 - 2     | Chacarita                    | Malvinas Argentinas                  | 29 de abril | 16:00   |
| Independiente (Capital)   | 1 - 0     | Vélez Sarsfield              | Independiente (C)                    | 29 de abril | 16:30   |
| Atlético Policial         | 2 - 4     | Américo Tesorieri            | Malvinas Argentinas                  | 29 de abril | 18:00   |
| Salta Central             | 2 - 1     | Rivadavia (Huillapima)       | Malvinas Argentinas                  | 30 de abril | 14:30   |
| Villa Cubas               | 5 - 1     | Juventud Unida de Santa Rosa | Malvinas Argentinas                  | 30 de abril | 16:30   |
| Ferrocarriles (Chumbicha) | 0 - 2     | Defensores del Norte         | Polideportivo Municipal de Chumbicha | 30 de abril | 16:30   |

| Fecha 5                      | Fecha 5   | Fecha 5                   | Fecha 5             | Fecha 5   | Fecha 5 |
| Local                        | Resultado | Visita                    | Estadio             | Fecha     | Hora    |
| ---------------------------- | --------- | ------------------------- | ------------------- | --------- | ------- |
| Chacarita                    | 3 - 1     | Ferrocarriles (Chumbicha) | Malvinas Argentinas | 6 de mayo | 14:30   |
| Rivadavia (Huillapima)       | 0 - 8     | San Lorenzo de Alem       | Malvinas Argentinas | 6 de mayo | 16:30   |
| Juventud Unida de Santa Rosa | 1 - 1     | Independiente (Capital)   | Independiente (C)   | 6 de mayo | 16:30   |
| Vélez Sarsfield              | 2 - 1     | Salta Central             | Malvinas Argentinas | 7 de mayo | 14:30   |
| Defensores del Norte         | 2 - 2     | Atlético Policial         | Malvinas Argentinas | 7 de mayo | 16:30   |
| Américo Tesorieri            | 0 - 1     | Villa Cubas               | Malvinas Argentinas | 8 de mayo | 16:30   |

| Fecha 6                      | Fecha 6   | Fecha 6                | Fecha 6                              | Fecha 6    | Fecha 6 |
| Local                        | Resultado | Visita                 | Estadio                              | Fecha      | Hora    |
| ---------------------------- | --------- | ---------------------- | ------------------------------------ | ---------- | ------- |
| Independiente (Capital)      | 1 - 3     | Américo Tesorieri      | Independiente (C)                    | 13 de mayo | 16:00   |
| San Lorenzo de Alem          | 3 - 0     | Salta Central          | Malvinas Argentinas                  | 13 de mayo | 16:00   |
| Juventud Unida de Santa Rosa | 0 - 3     | Vélez Sarsfield        | Malvinas Argentinas                  | 14 de mayo | 14:00   |
| Atlético Policial            | 3 - 0     | Chacarita              | Malvinas Argentinas                  | 14 de mayo | 16:00   |
| Ferrocarriles (Chumbicha)    | 0 - 1     | Rivadavia (Huillapima) | Polideportivo Municipal de Chumbicha | 14 de mayo | 16:00   |
| Villa Cubas                  | 1 - 3     | Defensores del Norte   | Malvinas Argentinas                  | 15 de mayo | 16:00   |

| Fecha 7                | Fecha 7   | Fecha 7                      | Fecha 7             | Fecha 7    | Fecha 7 |
| Local                  | Resultado | Visita                       | Estadio             | Fecha      | Hora    |
| ---------------------- | --------- | ---------------------------- | ------------------- | ---------- | ------- |
| Américo Tesorieri      | 0 - 2     | Juventud Unida de Santa Rosa | Malvinas Argentinas | 27 de mayo | 14:00   |
| Chacarita              | 1 - 5     | Villa Cubas                  | Malvinas Argentinas | 27 de mayo | 16:00   |
| Salta Central          | 2 - 1     | Ferrocarriles (Chumbicha)    | Malvinas Argentinas | 28 de mayo | 14:00   |
| Rivadavia (Huillapima) | 0 - 2     | Atlético Policial            | Malvinas Argentinas | 28 de mayo | 16:00   |
| Defensores del Norte   | 2 - 1     | Independiente (Capital)      | Malvinas Argentinas | 29 de mayo | 14:00   |
| Vélez Sarsfield        | 0 - 0     | San Lorenzo de Alem          | Malvinas Argentinas | 29 de mayo | 16:00   |

| Fecha 8                      | Fecha 8   | Fecha 8                | Fecha 8             | Fecha 8    | Fecha 8 |
| Local                        | Resultado | Visita                 | Estadio             | Fecha      | Hora    |
| ---------------------------- | --------- | ---------------------- | ------------------- | ---------- | ------- |
| Ferrocarriles (Chumbicha)    | 1 - 2     | San Lorenzo de Alem    | Malvinas Argentinas | 3 de junio | 14:00   |
| Atlético Policial            | 2 - 1     | Salta Central          | Malvinas Argentinas | 3 de junio | 16:00   |
| Independiente (Capital)      | 1 - 0     | Chacarita              | Independiente (C)   | 3 de junio | 16:00   |
| Juventud Unida de Santa Rosa | 0 - 4     | Defensores del Norte   | Malvinas Argentinas | 4 de junio | 16:00   |
| Villa Cubas                  | 3 - 0     | Rivadavia (Huillapima) | Malvinas Argentinas | 5 de junio | 14:00   |
| Américo Tesorieri            | 1 - 1     | Vélez Sarsfield        | Malvinas Argentinas | 5 de junio | 16:00   |

| Fecha 9                | Fecha 9   | Fecha 9                      | Fecha 9             | Fecha 9     | Fecha 9 |
| Local                  | Resultado | Visita                       | Estadio             | Fecha       | Hora    |
| ---------------------- | --------- | ---------------------------- | ------------------- | ----------- | ------- |
| Vélez Sarsfield        | 0 - 2     | Ferrocarriles (Chumbicha)    | Malvinas Argentinas | 10 de abril | 14:00   |
| Salta Central          | 2 - 2     | Villa Cubas                  | Malvinas Argentinas | 10 de abril | 16:00   |
| Chacarita              | 0 - 2     | Juventud Unida de Santa Rosa | Malvinas Argentinas | 11 de abril | 14:00   |
| Defensores del Norte   | 0 - 4     | Américo Tesorieri            | Malvinas Argentinas | 11 de abril | 16:00   |
| Rivadavia (Huillapima) | 0 - 1     | Independiente (Capital)      | Malvinas Argentinas | 12 de abril | 14:00   |
| San Lorenzo de Alem    | 2 - 1     | Atlético Policial            | Malvinas Argentinas | 12 de abril | 16:00   |

| Fecha 10                     | Fecha 10  | Fecha 10                  | Fecha 10            | Fecha 10    | Fecha 10 |
| Local                        | Resultado | Visita                    | Estadio             | Fecha       | Hora     |
| ---------------------------- | --------- | ------------------------- | ------------------- | ----------- | -------- |
| Américo Tesorieri            | 1 - 0     | Chacarita                 | Independiente (C)   | 17 de junio | 14:00    |
| Independiente (Capital)      | 4 - 2     | Salta Central             | Independiente (C)   | 17 de junio | 16:00    |
| Atlético Policial            | 1 - 1     | Ferrocarriles (Chumbicha) | Malvinas Argentinas | 17 de junio | 16:00    |
| Villa Cubas                  | 1 - 2     | San Lorenzo de Alem       | Malvinas Argentinas | 18 de junio | 15:00    |
| Juventud Unida de Santa Rosa | 1 - 1     | Rivadavia (Huillapima)    | Malvinas Argentinas | 20 de junio | 14:00    |
| Defensores del Norte         | 0 - 2     | Vélez Sarsfield           | Malvinas Argentinas | 20 de junio | 16:00    |

| Fecha 11                  | Fecha 11  | Fecha 11                     | Fecha 11            | Fecha 11    | Fecha 11 |
| Local                     | Resultado | Visita                       | Estadio             | Fecha       | Hora     |
| ------------------------- | --------- | ---------------------------- | ------------------- | ----------- | -------- |
| Salta Central             | 2 - 2     | Juventud Unida de Santa Rosa | Malvinas Argentinas | 24 de junio | 14:00    |
| Ferrocarriles (Chumbicha) | 1 - 2     | Villa Cubas                  | Malvinas Argentinas | 24 de junio | 16:00    |
| Rivadavia (Huillapima)    | 0 - 1     | Américo Tesorieri            | Independiente (C)   | 24 de junio | 16:00    |
| Chacarita                 | 0 - 1     | Defensores del Norte         | Sarmiento           | 24 de junio | 16:00    |
| Vélez Sarsfield           | 1 - 1     | Atlético Policial            | Malvinas Argentinas | 25 de junio | 16:00    |
| San Lorenzo de Alem       | 1 - 0     | Independiente (Capital)      | Malvinas Argentinas | 26 de junio | 16:00    |

| 1. 2. |

|                                              |
| Club Atlético San Lorenzo de Alem 26° título |
| Campeón Torneo Anual 2022                    |

## Promoción
| 9 de julio, 14:00                   | Ferrocarriles         | 2 - 1   | Sarmiento             | Malvinas Argentinas, Catamarca |                          |
|                                     | José Romero 64' 90+5' | Reporte | 16' Juan Manuel López | Árbitro(s): Carlos Bazán       | Árbitro(s): Carlos Bazán |
| Ferrocarriles mantiene la categoría |                       |         |                       |                                |                          |

## Petit Torneo
El Petit Torneo se jugará a un solo partido con el sistema de eliminación directa, en el cual participarán los 8 equipos mejores ubicados luego del campeón del Anual. El ganador de la Final clasificará al Torneo Regional Federal Amateur.

### Cuadro de desarrollo
|  | Cuartos de final | Cuartos de final          | Cuartos de final |                         |    | Semifinales     | Semifinales     | Semifinales     |  |   | Final                   | Final       | Final       |  |
|  | 1 al 3 de julio  | 1 al 3 de julio           | 1 al 3 de julio  |                         |    | 9 y 10 de julio | 9 y 10 de julio | 9 y 10 de julio |  |   | 17 de julio             | 17 de julio | 17 de julio |  |
|  |                  |                           |                  |                         |    |                 |                 |                 |  |   |                         |             |             |  |
|  |                  |                           |                  |                         |    |                 |                 |                 |  |   |                         |             |             |  |
|  | 3                | Defensores del Norte      | 0                |                         |    |                 |                 |                 |  |   |                         |             |             |  |
|  | 3                | Defensores del Norte      | 0                |                         |    |                 |                 |                 |  |   |                         |             |             |  |
|  | 10               | Chacarita                 | 3                |                         |    |                 |                 |                 |  |   |                         |             |             |  |
|  | 10               | Chacarita                 | 3                |                         | 10 | Chacarita       | 0               |                 |  |   |                         |             |             |  |
|  |                  |                           |                  |                         | 10 | Chacarita       | 0               |                 |  |   |                         |             |             |  |
|  |                  |                           | 6                | Independiente (Capital) | 2  |                 |                 |                 |  |   |                         |             |             |  |
|  | 6                | Independiente (Capital)   | 6                | Independiente (Capital) | 2  | 3               |                 |                 |  |   |                         |             |             |  |
|  | 6                | Independiente (Capital)   |                  |                         |    |                 |                 |                 |  |   |                         |             |             |  |
|  | 7                | Vélez Sarsfield           | 3                |                         |    |                 |                 |                 |  |   |                         |             |             |  |
|  | 7                | Vélez Sarsfield           | 3                |                         |    |                 |                 |                 |  | 6 | Independiente (Capital) | 1           |             |  |
|  |                  |                           |                  |                         |    |                 |                 |                 |  | 6 | Independiente (Capital) | 1           |             |  |
|  |                  |                           | 4                | Villa Cubas             | 3  |                 |                 |                 |  |   |                         |             |             |  |
|  | 4                | Villa Cubas               | 4                | Villa Cubas             | 3  | 3               |                 |                 |  |   |                         |             |             |  |
|  | 4                | Villa Cubas               |                  |                         |    |                 |                 |                 |  |   |                         |             |             |  |
|  | 9                | Salta Central             | 0                |                         |    |                 |                 |                 |  |   |                         |             |             |  |
|  | 9                | Salta Central             | 0                |                         | 4  | Villa Cubas     | 1               |                 |  |   |                         |             |             |  |
|  |                  |                           |                  |                         | 4  | Villa Cubas     | 1               |                 |  |   |                         |             |             |  |
|  |                  |                           | 5                | Atlético Policial       | 1  |                 |                 |                 |  |   |                         |             |             |  |
|  | 5                | Atlético Policial         | 5                | Atlético Policial       | 1  | 3               |                 |                 |  |   |                         |             |             |  |
|  | 5                | Atlético Policial         |                  |                         |    |                 |                 |                 |  |   |                         |             |             |  |
|  | 8                | Juventud Unida de S. Rosa | 0                |                         |    |                 |                 |                 |  |   |                         |             |             |  |
|  | 8                | Juventud Unida de S. Rosa | 0                |                         |    |                 |                 |                 |  |   |                         |             |             |  |
|  |                  |                           |                  |                         |    |                 |                 |                 |  |   |                         |             |             |  |

Nota: En caso de igualar en los 90' de juego,  el equipo con el menor número de orden avanzó a la siguiente instancia.

### Cuartos de final
| 1 de julio, 14:00                                             | Independiente (C)                                               | 3 - 3   | Vélez Sarsfield                                                      | Estadio Malvinas Argentinas, Catamarca |                                |
|                                                               | Juan Cruz Herrera 08' 30' (pen.) · Franco Arrascaeta 87' (pen.) | Reporte | 56' Fernando Flores · 63' Matías Delgado B. · 76' Enzo Mercado Rusch | Árbitro(s): José Silva Castaño         | Árbitro(s): José Silva Castaño |
| Independiente (C) avanza a Semifinales por ventaja deportiva. |                                                                 |         |                                                                      |                                        |                                |

| 1 de julio, 16:00 | Defensores del Norte | 0 - 3   | Chacarita                                          | Estadio Malvinas Argentinas, Catamarca |                          |
|                   |                      | Reporte | 39' (pen.) 59' Roberto Romero · 49' Agustín Millán | Árbitro(s): Carlos Bazán               | Árbitro(s): Carlos Bazán |

| 2 de julio, 16:00 | Atlético Policial                     | 3 - 0   | Juventud Unida | Estadio Malvinas Argentinas, Catamarca |                             |
|                   | Luis Seco 36' 65' · Agustín Nieva 78' | Reporte |                | Árbitro(s): Exequiel Agüero            | Árbitro(s): Exequiel Agüero |

| 3 de julio, 15:00 | Villa Cubas                                                     | 3 - 0   | Salta Central | Estadio Malvinas Argentinas, Catamarca |                          |
|                   | Gastón Vega 24' · Esteban Valatkevicnis 56' · Lucas Herrera 90' | Reporte |               | Árbitro(s): Jorge Romero               | Árbitro(s): Jorge Romero |

### Semifinales
| 9 de julio, 16:00 | Independiente (C)                             | 2 - 0   | Chacarita | Estadio Malvinas Argentinas, Catamarca |                          |
|                   | Juan Cruz Herrera 47' · Franco Arrascaeta 61' | Reporte |           | Árbitro(s): Jorge Romero               | Árbitro(s): Jorge Romero |

| 10 de julio, 16:00                                         | Villa Cubas               | 1 - 1   | Atlético Policial | Estadio Malvinas Argentinas, Catamarca |                           |
|                                                            | Esteban Valatkevicnis 82' | Reporte | 49' Luis Seco     | Árbitro(s): Andrés Agüero              | Árbitro(s): Andrés Agüero |
| Villa Cubas avanza a la final por tener ventaja deportiva. |                           |         |                   |                                        |                           |

### Final
| 17 de julio, 15:30 | Villa Cubas                                                      | 3 - 1 | Independiente (C)     | Estadio Malvinas Argentinas, Catamarca |                            |
|                    | Esteban Valatkevicnis 17' · Juan Aballay 35' · Gustavo Luján 51' |       | 75' Franco Arrascaeta | Árbitro(s): Matías Salcedo             | Árbitro(s): Matías Salcedo |

## Estadísticas

### Goleadores
| Jugador                            | Equipo              | Goles |
| ---------------------------------- | ------------------- | ----- |
| Luis Seco                          | Atlético Policial   | 8     |
| Franco Contreras                   | San Lorenzo de Alem | 6     |
| Esteban Valatkevicnis              | Villa Cubas         | 6     |
| Fernando Flores                    | Vélez Sarsfield     | 5     |
| Juan Cruz Herrera                  | Independiente (C)   | 5     |
| Actualizado al 26 de junio de 2022 |                     |       |

| Elías Peralta           | Ferrocarriles                | 4 |
| Gustavo Luján           | Villa Cubas                  | 4 |
| Juan Manuel Moreno      | Atlético Policial            | 4 |
| Kevin Medina            | Defensores del Norte         | 4 |
| Leandro Maza            | Salta Central                | 4 |
| Miguel Rizzardo         | Villa Cubas                  | 4 |
| Cristian Rodríguez      | Defensores del Norte         | 3 |
| Enzo Fernández          | Independiente (C)            | 3 |
| Enzo Mercado Rusch      | Vélez Sarsfield              | 3 |
| Enzo Moya               | Defensores del Norte         | 3 |
| Fernando Novillo        | Chacarita                    | 3 |
| Francisco Noriega       | Salta Central                | 3 |
| Gastón Barrionuevo      | Américo Tesorieri            | 3 |
| Gastón Romero           | Villa Cubas                  | 3 |
| Gastón Sosa Orellana    | Juventud Unida de Santa Rosa | 3 |
| Ignacio Gordillo        | Chacarita                    | 3 |
| Jorge Agüero            | Juventud Unida de Santa Rosa | 3 |
| Luis Castillo           | Atlético Policial            | 3 |
| Rodrigo Chávez          | Defensores del Norte         | 3 |
| Sergio Carrizo          | Américo Tesorieri            | 3 |
| Alejandro Carrizo       | Salta Central                | 2 |
| Alejandro González      | Américo Tesorieri            | 2 |
| Alejandro Tello         | San Lorenzo de Alem          | 2 |
| Braian Espeche          | Defensores del Norte         | 2 |
| Cristian Salcedo        | Salta Central                | 2 |
| Emanuel Ceballos        | Atlético Policial            | 2 |
| Franco Chazampi         | Américo Tesorieri            | 2 |
| Franco Suárez           | Juventud Unida de Santa Rosa | 2 |
| Javier Bustamante       | Américo Tesorieri            | 2 |
| Jeremías Dulcich        | San Lorenzo de Alem          | 2 |
| José Gabriel Romero     | Ferrocarriles                | 2 |
| Lucas Carrizo           | San Lorenzo de Alem          | 2 |
| Lucas Facundo Carrizo   | Américo Tesorieri            | 2 |
| Lucas Herrera           | Villa Cubas                  | 2 |
| Marcos Montoya          | Vélez Sarsfield              | 2 |
| Martín Corvalán         | San Lorenzo de Alem          | 2 |
| Matías Flores           | Vélez Sarsfield              | 2 |
| Maximiliano Acuña       | San Lorenzo de Alem          | 2 |
| Walter Luján            | San Lorenzo de Alem          | 2 |
| Agustín Ocampo          | Ferrocarriles                | 1 |
| Alan Agüero             | Defensores del Norte         | 1 |
| Alejandro Córdoba       | Vélez Sarsfield              | 1 |
| David Vera              | Villa Cubas                  | 1 |
| Diego Barros            | Defensores del Norte         | 1 |
| Diego Quiroga           | Juventud Unida de Santa Rosa | 1 |
| Enzo Guerra             | Independiente (C)            | 1 |
| Facundo Carreño         | Salta Central                | 1 |
| Federico Álamo Martínez | San Lorenzo de Alem          | 1 |
| Franco Carreño          | Salta Central                | 1 |
| Gabriel Luque           | Villa Cubas                  | 1 |
| Gastón Vega             | Villa Cubas                  | 1 |
| Gonzalo Navarro         | Independiente (C)            | 1 |
| Iván Carrizo            | Villa Cubas                  | 1 |
| Iván Suárez             | San Lorenzo de Alem          | 1 |
| Iván Toloza             | Juventud Unida de Santa Rosa | 1 |
| Jairo Nieva             | Salta Central                | 1 |
| Javier Cisneros         | Salta Central                | 1 |
| Joel Ferreyra           | Atlético Policial            | 1 |
| José Silveria           | Rivadavia (H)                | 1 |
| Juan Aballay            | Villa Cubas                  | 1 |
| Juan Galván             | Chacarita                    | 1 |
| Julio César Gutiérrez   | Juventud Unida de Santa Rosa | 1 |
| Julio Zárate            | Defensores del Norte         | 1 |
| Lautaro Gordillo        | Independiente (C)            | 1 |
| Leandro Santander       | Ferrocarriles                | 1 |
| Leonardo Rojas          | San Lorenzo de Alem          | 1 |
| Lucas Tapia             | Juventud Unida de Santa Rosa | 1 |
| Lucas Verón             | Salta Central                | 1 |
| Marcos Agüero           | Juventud Unida de Santa Rosa | 1 |
| Marcos Bracamonte       | Juventud Unida de Santa Rosa | 1 |
| Marcos Elizondo         | Salta Central                | 1 |
| Martín Agüero           | Atlético Policial            | 1 |
| Martín Santander        | Ferrocarriles                | 1 |
| Mateo Vela              | Independiente (C)            | 1 |
| Matías Ance             | Defensores del Norte         | 1 |
| Matías Guzmán           | Vélez Sarsfield              | 1 |
| Matías Sacco            | Atlético Policial            | 1 |
| Mauro Ferreyra          | Independiente (C)            | 1 |
| Maximiliano Luna        | Vélez Sarsfield              | 1 |
| Maximiliano Mendoza     | Vélez Sarsfield              | 1 |
| Miguel Aballay          | Américo Tesorieri            | 1 |
| Neri Sigampa            | Villa Cubas                  | 1 |
| Rafael Silva            | Rivadavia (H)                | 1 |
| Roberto Romero          | Chacarita                    | 1 |
| Rodrigo Nieva           | San Lorenzo de Alem          | 1 |
| Rodrigo Quinteros       | Rivadavia (H)                | 1 |
| Ronald Tapia            | San Lorenzo de Alem          | 1 |
| Sergio Silva            | Rivadavia (H)                | 1 |
| Tobías Chazampi         | Américo Tesorieri            | 1 |
| Tomás Soria             | Vélez Sarsfield              | 1 |
| Uriel Castillo          | Independiente (C)            | 1 |
| Williams Allende        | Américo Tesorieri            | 1 |

### Autogoles
| Jugador       | Equipo                       | Anot. | Fecha   |
| ------------- | ---------------------------- | ----- | ------- |
| Diego Quiroga | Juventud Unida de Santa Rosa | 1     | Fecha 1 |